# La casa del peccato (film 1961)
La casa del peccato (Les menteurs) è un film del 1961 diretto da Edmond T. Gréville.

## Trama
Norma, una giovane e graziosa australiana, è venuta a Parigi per lavorare in teatro. Senza molto successo. Condivide la vita bohémien di Dominique, un fotografo scaltro che non lavora molto.
Desideroso di sposarsi, ha messo un annuncio su consiglio dell'amico Blanchin, che gli ha fatto acquistare una proprietà isolata dove Clément e Valentine lo aiutano.